# Lamothe-en-Blaisy
Lamothe-en-Blaisy è un comune francese di 82 abitanti situato nel dipartimento dell'Alta Marna nella regione del Grand Est.

## Società

### Evoluzione demografica
Abitanti censiti